# Homar González
Omar  Goethe González Jasso (Mazatlán, Sinaloa, México, 23 de junio de 1996) es un futbolista mexicano, juega como portero y su actual equipo es el Dorados de Sinaloa "B" de la Serie B de México.

## Estadísticas
| Mazatlán S. C. · México                                 | 4ª            | 2011-12       | 10 | 0 | - | - | - | - | 10 | 0 |
| Mazatlán S. C. · México                                 | Total club    | Total club    | 10 | 0 | - | - | - | - | 10 | 0 |
| C. Tijuana Premier · México                             | 3ª            | 2015-16       | 20 | 0 | - | - | - | - | 20 | 0 |
| C. Tijuana Premier · México                             | 3ª            | 2017          | 8  | 0 | - | - | - | - | 8  | 0 |
| C. Tijuana Premier · México                             | Total club    | Total club    | 28 | 0 | - | - | - | - | 28 | 0 |
| Dorados de Sinaloa "B" · México                         | 3ª            | 2019          | 15 | 0 | - | - | - | - | 15 | 0 |
| Dorados de Sinaloa "B" · México                         | 3ª            | 2020          | 8  | 0 | - | - | - | - | 8  | 0 |
| Dorados de Sinaloa "B" · México                         | Total club    | Total club    | 23 | 0 | 0 | 0 | - | - | 23 | 0 |
| Total carrera                                           | Total carrera | Total carrera | 61 | 0 | 0 | 0 | 0 | 0 | 61 | 0 |
| (1)Incluye datos de la Copa México. (2)Incluye datos de |               |               |    |   |   |   |   |   |    |   |